# Roeki Vverch!
Ruki Vverh! (Russisch: Руки Вверх, betekent Handen Omhoog!) was een Russische band die dancemuziek maakte.

## Covers
- Mne S Toboy Horosho werd in 2004 gecoverd door Haiducii dat daarmee hoog scoorde in internationale hitlijsten.
- Pesenka werd door tientallen artiesten gecoverd en resulteerde in meerdere hits waaronder Around the World (La La La La La) van ATC en Magic Melody van beFour.